# Colon (Nebraska)
Colon és una població dels Estats Units a l'estat de Nebraska. Segons el cens del 2000 tenia 138 habitants.

## Demografia
Segons el cens del 2000, Colon tenia 138 habitants, 50 habitatges, i 40 famílies. La densitat de població era de 409,9 habitants per km².
Dels 50 habitatges en un 36% hi vivien nens de menys de 18 anys, en un 70% hi vivien parelles casades, en un 4% dones solteres, i en un 20% no eren unitats familiars. En el 12% dels habitatges hi vivien persones soles el 8% de les quals corresponia a persones de 65 anys o més que vivien soles. El nombre mitjà de persones vivint en cada habitatge era de 2,76 i el nombre mitjà de persones que vivien en cada família era de 3,08.
Per edats la població es repartia de la següent manera: un 27,5% tenia menys de 18 anys, un 8% entre 18 i 24, un 22,5% entre 25 i 44, un 25,4% de 45 a 60 i un 16,7% 65 anys o més.
L'edat mediana era de 39 anys. Per cada 100 dones de 18 o més anys hi havia 92,3 homes.
La renda mediana per habitatge era de 28.333 $ i la renda mediana per família de 28.333 $. Els homes tenien una renda mediana de 40.000 $ mentre que les dones 20.417 $. La renda per capita de la població era de 17.302 $. Aproximadament l'11,8% de les famílies i el 9% de la població estaven per davall del llindar de pobresa.

## Poblacions més properes
El següent diagrama mostra les poblacions més properes.